# Jenthe Biermans
Jenthe Biermans (* 30. Oktober 1995 in Geel) ist ein belgischer Radrennfahrer.

## Sportlicher Werdegang
Als Junior war Biermans Mitglied der Nationalmannschaft und startete im UCI Men Juniors Nations’ Cup und bei Welt- und Europameisterschaften. Neben zahlreichen Top-10-Platzierungen gewann er unter anderem das Juniorenrennen der Flandern-Rundfahrt 2013. Nach dem Wechsel in die U23 wurde er zunächst Mitglied im Development Team Giant-Shimano, ein Jahr später in der SEG Racing Academy. 2015 und 2016 wurde er jeweils Zweiter bei Paris–Roubaix Espoirs.
Zur Saison 2017 erhielt Biermans einen Vertrag beim UCI WorldTeam Katusha Alpecin. Mit dem Team absolvierte er 2019 seine erste Grand Tour. 2020 wechselte er zum Team Israel Start-Up Nation, 2023 führte ihn seine Karriere zum Team Arkéa-Samsic. Mit dem Gewinn der Erstaustragung des omanischen Eintagesrennens Muscat Classic erzielte er im zehnten Jahr seiner Karriere den ersten Sieg bei einem UCI-Rennen. Im selben Jahr folgte der zweite Sieg mit dem Erfolg auf der zweiten Etappe der Luxemburg-Rundfahrt.

## Erfolge
2013
- Flandern-Rundfahrt (Junioren)
- Belgischer Meister – Straßenrennen

2023
- Muscat Classic
- eine Etappe Luxemburg-Rundfahrt

## Grand Tour-Platzierungen
| Grand Tour            | 2019 | 2020 | 2021 | 2022 | 2023 | 2024 |
| --------------------- | ---- | ---- | ---- | ---- | ---- | ---- |
| Giro d’ItaliaGiro     | 117  | –    | –    | 123  | –    | DNF  |
| Tour de FranceTour    | –    | –    | –    | –    | 128  | –    |
| Vuelta a EspañaVuelta | –    | –    | –    | –    | –    | –    |